# Camarón (película)
Camarón es una película española de 2005 dirigida por Jaime Chávarri y protagonizada por Óscar Jaenada. Es la biografía cinematográfica de Camarón de la Isla, cantaor español gitano de flamenco nacido en 1950 y fallecido en 1992 de un cáncer de pulmón.

## Comentario
El director de cine Jaime Chávarri ha apostado por mostrar la "fuerza" de José Monge 'Camarón de la Isla' como artista pero también su "vulnerabilidad" como persona, en la película 'Camarón'.  "Es la recreación de un carácter que se ha convertido en leyenda; y, sobre todo, de quienes se relacionaron con él", afirma Chávarri, para quien Camarón es una leyenda difícil de tratar.

## Trama
En efecto, al principio de la película vemos el municipio natal de Camarón, San Fernando (La Isla), el pequeño protagonista se siente culpable de no haber podido abrir una ventana, acción con la que él creía que podría haber salvado la vida de su padre. Una asociación visual convierte a ese pequeño que mira incrédulo el ataúd de su progenitor en un niño-adulto que sigue observando, que se abre paso instalándose en Madrid, trabajando como palmero, y que empezaría a alcanzar popularidad en sucesivas giras a la vez que su inadaptación al mundo de los payos lo arrastraría hacia una progresiva drogadicción, que superó al aislarse en casa de un psiquiatra.
A pesar de vivir un pequeño momento de felicidad -incluyendo un concierto en Londres junto a Paco de Lucía-, este cantante volvió a sufrir un calvario al diagnosticársele un cáncer de pulmón sin remedio. Jaime Chávarri visualiza el inicio de la enfermedad en una secuencia en la que a Camarón se le desprende repetidas veces una cadena de su muñeca, mientras se ducha, como consecuencia de su adelgazamiento. En vez de mostrar el final de sus días, Chávarri resuelve la papeleta cortando su película al término del viaje a Nueva York, donde se somete a unas últimas pruebas acompañado por su mujer (Dolores Montoya, "La Chispa") y su mejor amigo, Luquitas (Jacobo Dicenta), cuyas lágrimas en el aeropuerto de Barajas anuncian el término de una época, la pérdida de la inocencia; así como la conclusión de un filme acusado por la crítica de haber querido blanquear la memoria del cantautor, suavizando su recuerdo...

## Reparto
- Óscar Jaenada - Camarón
- Verónica Sánchez - La Chispa
- Mercè Llorens - Mercé Llorens
- Jacobo Dicenta - Luquitas
- Raúl Rocamora - Paco de Lucía
- Martín Bello - Manuel
- Alfonso Begara - Tomatito
- Rosa Estévez - Juana
- Manolo Caro - Juan Luis
- Chiqui Maya - Paco Cepero

## Premios
Goyas 2005
| Categoría                     | Persona                        | Resultado |
| ----------------------------- | ------------------------------ | --------- |
| Mejor actor protagonista      | Óscar Jaenada                  | Ganador   |
| Mejor actriz de reparto       | Verónica Sánchez               | Nominada  |
| Mejor dirección de producción | Tino Pont                      | Nominado  |
| Mejor diseño de vestuario     | María José Iglesias            | Ganadora  |
| Mejor maquillaje y peluquería | Romana González Josefa Morales | Ganadoras |

Medallas del Círculo de Escritores Cinematográficos de 2005
| Categoría   | Persona       | Resultado |
| ----------- | ------------- | --------- |
| Mejor actor | Óscar Jaenada | Ganador   |

Fotogramas de Plata
- Mejor actor de cine